# Serguéi Kuntarev
Serguéi Kuntarev –en ruso, Сергей Кунтарев– (Kurgán, URSS, 31 de marzo de 1978) es un deportista ruso que compitió en lucha grecorromana. Ganó una medalla de bronce en el Campeonato Europeo de Lucha de 2003, en la categoría de 66 kg.

## Palmarés internacional
| Campeonato Europeo | Campeonato Europeo             | Campeonato Europeo | Campeonato Europeo |
| Año                | Lugar                          | Medalla            | Categoría          |
| ------------------ | ------------------------------ | ------------------ | ------------------ |
| 2003               | Belgrado (Serbia y Montenegro) | Medalla de bronce  | 66 kg              |